# Спомен-плоча палим борцима у Стојачку
Спомен-плоча палим борцима у Стојачку налази се на згради Месне заједнице, а постављена је у част палим бораца у Народноослободилачком рату у периоду 1941—1945. године. Њу је, у знак сећања на жртве фашистичког терора, поставио Савез бораца овог села. У мермерној плочи, са петокраком звездом у кругу, уписана су имена погинулих: Ђорђа Р. Савића, Никодија Р. Савића, Драгослава Д. Јовановића, Радомира К. Савића и Радослава Љ. Миловановића. Сви су погинули у завршним борбама за ослобођење земље у Другом светском рату. Стојачани су страдали и у балканским и Првом светском рату. Њихова имена налазе се на споменику у порти баничанске цркве. 